# Hora János
Hora János, Johann Hora (Pest, 1799. november 28. – Pest, 1857. január 27.) templomi orgonista, egyházi zeneszerző.

## Életútja
Hora Vencel zenész és Karschitz Marianna fiaként született. Apjától és Becktől tanult hangszerekkel bánni és zongorázni. 1816-ban hegedűs lett a régi leégett színházban[pontosabban?], 1834 és 1836 között a Vidámság (Frohsinn) társulatának volt karmestere, melyből utóbb a Nemzeti Zenede alakult. 1839-től a belvárosi plébániatemplom orgonistája. Szerzeményei misék és egyéb egyházi művek. Az Országos Zeneszövetség tagja volt. 1857-ben hunyt el, emlékünnepére Cherubini Requiemjét adták elő.